# Mount Ehrenspeck
Mount Ehrenspeck är ett berg i Antarktis. Det ligger i Västantarktis. Nya Zeeland gör anspråk på området. Toppen på Mount Ehrenspeck är 2 090 meter över havet.
Terrängen runt Mount Ehrenspeck är huvudsakligen kuperad, men åt nordväst är den bergig. Trakten är obefolkad. Det finns inga samhällen i närheten.